# Louise Treadwell

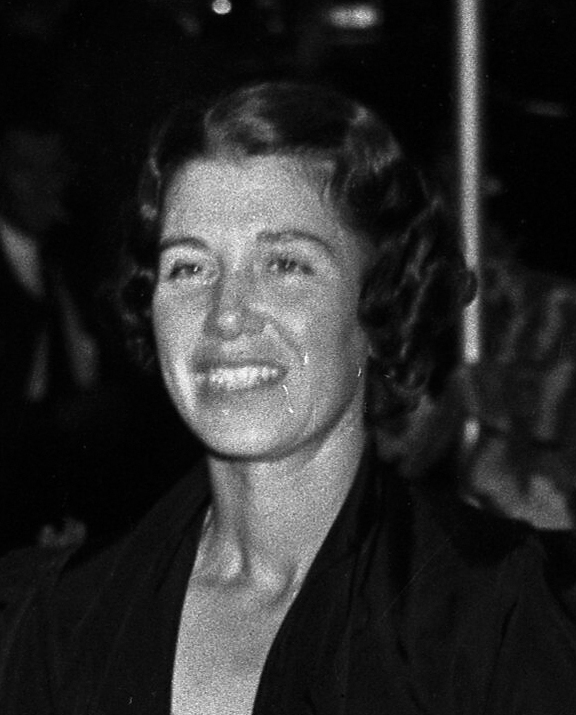
Louise Treadwell (1937)

Louise Ten Broeck Treadwell (* 31. Juli 1896 in New Castle, Lawrence County, Pennsylvania; † 13. November 1983 in Los Angeles, Kalifornien) war eine US-amerikanische Bühnenschauspielerin. Bekanntheit erlangte sie durch ihre Ehe mit Spencer Tracy und als Gründerin der John-Tracy-Klinik, einer international wegweisenden Schulungseinrichtung für Familien mit gehörlosen Kindern.

## Leben und Arbeit
Louise Treadwell war die Tochter von Bright (Smith) Treadwell und Alliene Treadwell, geb. Wetmore. Die Mutter war eine prominente Rechtsanwältin und Teilhaberin der Lokalzeitung New Castle (PA) Daily News. Die Ehe der Eltern wurde geschieden, als Louise Treadwell ein Teenager war.
1915 begann Treadwell ein Studium am Lake Erie College in Painesville (Ohio), das sie später mit Auszeichnung abschloss. Anschließend begann sie als Schauspielerin bei verschiedenen Repertoirebühnen zu arbeiten. Gefragt war sie vor allem wegen ihrer Schönheit; als überdurchschnittlich talentiert galt Treadwell nie. Im März 1923 ging sie als Leading Lady zu den Leonard Wood Players in White Plains (New York), wo sie Spencer Tracy kennenlernte, der damals noch ganz am Anfang seiner Bühnenlaufbahn stand. Das Paar heiratete am 12. September 1923 in Cincinnati.
Am 26. Juni 1924 wurde ihr erstes Kind, John, geboren. Treadwell lebte zu diesem Zeitpunkt im Haushalt ihrer Schwiegereltern, da Tracy mit den wechselnden Ensembles, mit denen er arbeitete, häufig auf Tournee war. Zehn Monate nach der Geburt des Sohnes entdeckte sie, dass das Kind gehörlos war – ein Schicksal, das in dieser Zeit meist bedeutete, dass die Betroffenen nicht zu kommunizieren lernten und lebenslang benachteiligt waren. Louise Treadwell war entschlossen, ihrem Sohn trotz seiner Behinderung ein „normales“ Leben zu ermöglichen, und begann sich umfassend zu bilden, um John schließlich das Lippenlesen und Sprechen beizubringen. Ihre Bemühungen waren erfolgreich; 1927 sagte John zum ersten Mal laut das Wort Mama, und vom Juni 1927 an besuchte er die Wright Oral School in New York, eine Hörbehindertenschule, die mit John Tracy zum ersten Mal in ihrer Geschichte einen Dreijährigen aufnahm.
Im Sommer 1930 erkrankte John Tracy an Poliomyelitis (Kinderlähmung). Ende November 1930 zog die Familie nach Hollywood um, wo Tracy mittlerweile für Fox Film arbeitete. Am 1. Juli 1932 wurde eine Tochter Louise geboren, die zur Unterscheidung von ihrer gleichnamigen Mutter „Susie“ gerufen wurde. 1936 bezogen die Tracys eine Ranch in Encino bei Los Angeles, wo Tracy und Treadwell, die beide Polo spielten, ihre Pferde und viele andere Tiere hielten.
Die Ehe der Tracys hatte vielen Herausforderungen standzuhalten. Eine Affäre von Spencer Tracy mit der Schauspielerin Loretta Young führte 1933 zu einer einjährigen Trennung der Eheleute. Von 1942 bis zu seinem Tode im Jahre 1967 unterhielt Tracy eine Partnerschaft mit Katharine Hepburn, über die die Presse bis 1962 Stillschweigen bewahrte. Obwohl Tracy mit Treadwell seit 1942 nicht mehr zusammenlebte, blieben sie in enger Beziehung und traten formal weiterhin als Ehepaar auf.
Auf einer Veranstaltung des National Workshop of Social Workers and Teachers and Parents of the Hard of Hearing, die im Juli 1942 an der University of Southern California stattfand, sprach Treadwell erstmals öffentlich über ihr Engagement für die Gehörlosen. Weitere Auftritte folgten. Die Pläne, eine Schulungseinrichtung für Familien mit gehörlosen Kindern zu schaffen, führten im September 1942 zur Gründung der John-Tracy-Klinik, die anfangs in einem kleinen Gebäude am Rande des Campus der University of Southern California untergebracht wurde und 1952 in einen Neubau umzog.
Treadwell, die größten Wert auf die Einbeziehung der Eltern in die Förderung der hörbehinderten Kinder legte, bildete die künftigen Lehrer der Einrichtung persönlich aus. Spencer Tracy unterstützte die Klinik zum Teil mit eigenen Geldmitteln, zum Teil nutzte er seine Prominenz, um Geldmittel einzuwerben. Die John-Tracy-Klinik wurde für die Reichen in Hollywood auf diese Weise die populärste Spendenadresse, was es der Einrichtung ermöglichte, den betroffenen Familien alle Leistungen kostenlos anzubieten.
Aus gesundheitlichen Gründen zog Treadwell sich im Oktober 1974 aus der Leitung der Klinik zurück. Nach langer Krankheit starb sie 1983 im Alter von 87 Jahren. Sie liegt gemeinsam mit Spencer Tracy auf dem Forest Lawn Memorial Cemetery in Glendale bei Los Angeles begraben.

## Auszeichnungen
- 1951: Hearing Advancement Award, verliehen von der Hearing Foundation
- 1953: Testimonial of Merit/Woman of the Year Award, verliehen von der Non-Profit-Organisation La Sertoma International
- 1955: Preis der Save the Children Foundation
- 1974: Award of Honor Otolaryngology
- 1975: Father Flanagan Award for Service to Youth
- 1977: Humanitarian Award, verliehen von der Veteranenorganisation AMVETS

Louise Treadwell wurden darüber hinaus Ehrengrade der Northwestern University, der University of Southern California, des Lake Erie College, des MacMurray College, des Gallaudet College, des Whitworth College und des Ripon College verliehen.
1956 wurde Treadwell für vier Jahre als Mitglied ins National Advisory Council on Vocational Rehabilitation berufen. 1963 folgten Berufungen in das Neurological and Sensory Disease Advisory Committee of HEW, 1965 ins National Advisory Board of the National technical Institute for the Deaf, und 1969 in die President's Task Force on the Physically Handicapped.

## Bühnenauftritte (Auswahl)
- 2. Februar–Mai 1922: The Pigeon (Autor: John Galsworthy; Greenwich Village Theatre, New York City)
- 27. April–Mai 1922: Chains of Dew (Autor: Susan Glaspell; Provincetown Playhouse)